# Uruguays historia
Den här artikeln behandlar Uruguays historia.
Uruguay ett område mellan det spanska och de portugisiska intressena. Det tog lång tid innan området som styrdes av Charrúaindianerna koloniserades. Den första europén som besökte vad som idag är Uruguay var Juan Díaz de Solís. 

## Självständighet

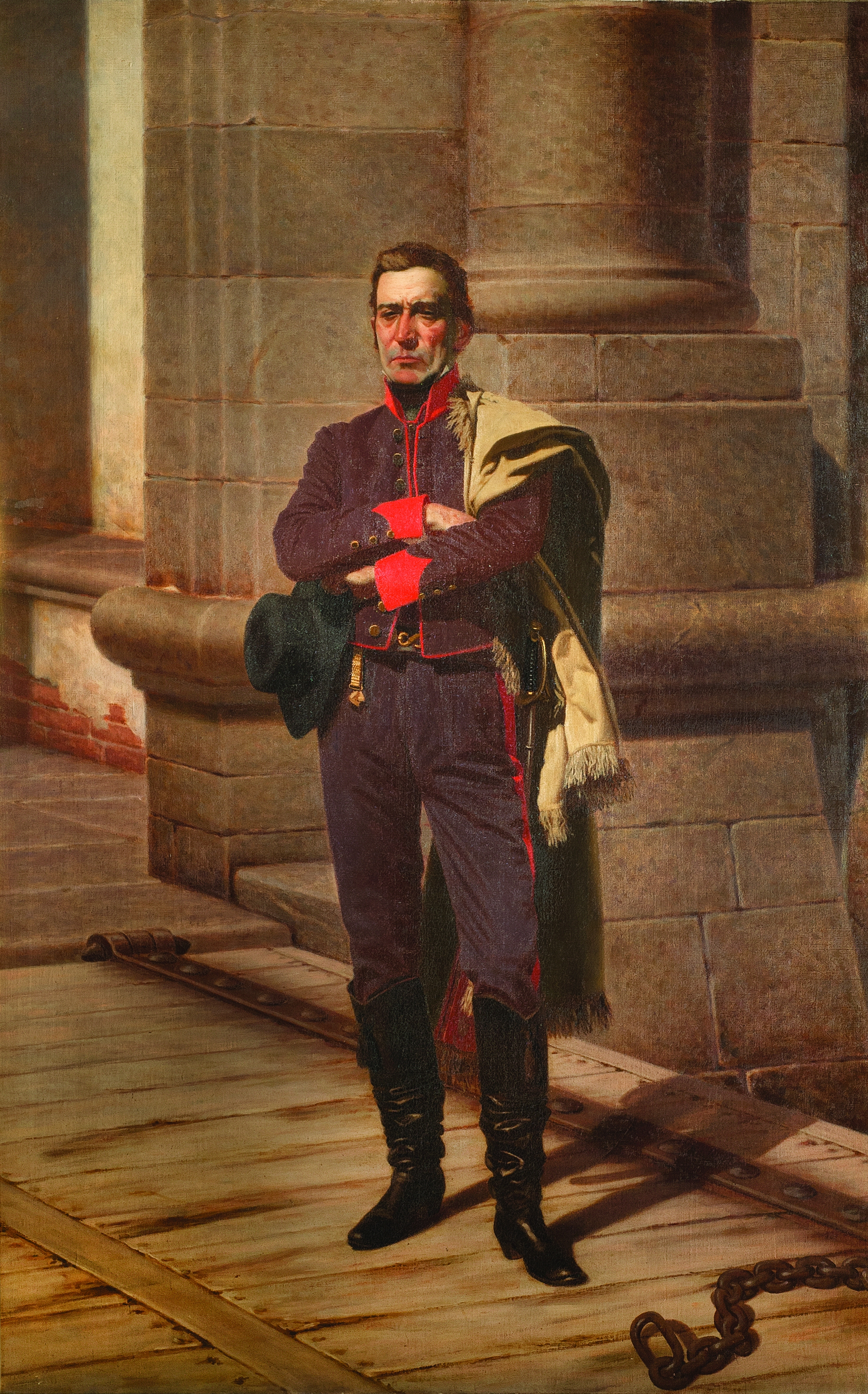
José Gervasio Artigas

José Gervasio Artigas blev nationalhjälte 1811 då han ledde självständighetskampen mot Spanien. 1815 hade han fått kontroll över Uruguay, för att därpå förlora mot portugiserna som annekterade Uruguay. Flera revolter skedde där Uruguay försökte att frigöra sig från Brasilien och istället tillhöra Argentina. Kriget mellan Brasilien och Argentina om vem som hade rätt Uruguay ledde inte till något. 1828 blev Uruguay självständigt genom att Storbritannien hjälpte till att medla mellan Argentina och Brasilien. 

## Det stora kriget (1839-1852)
Två politiska partier uppstod det liberala Coloradopartiet (de röda) och det konservativa Blancopartiet (de vita). Coloradopartiet leddes av Fructuoso Rivera som företrädde de industriella intressena och probrasilianskt, medan Blancopartiets ledare Manuel Oribe företrädde jordbrukarna och var proargentinskt. Då den franska flottan blockerade hamnen i Buenos Aires gick Oribe in konflikten och stödde den argentinske presidenten Juan Manuel de Rosas. Riviera sökte då franskt stöd och avsatte president Oribe. Denne flydde till Argentina och Rivieras nästa steg blev att förklara krig mot Argentina. Denna konflikt är känd som det stora kriget (Guerra Grande). Två år senare gick en argentinsk arme i samarbete med Oribe in i Uruguay, de lyckades att ockupera stora delar av Uruguay men inte huvudstaden Montevideo. I februari 1843 började den 9 år långa belägringen av Montevideo, Alexander Dumas kallade den för det nya trojanska kriget. Under belägringen startade Giuseppe Garibaldi den italienska legionen som bestod av invandrade italienare och fransmän. Frankrike och Storbritannien allierade sig mot Rosas och beslagtog hans flotta och inledde en blockad av Buenos Aires. Oribe fortsatte att med argentinska trupper belägra Montevideo, men när argentinske generalen Justo José de Urquiza bytte sida så besegrade han tillsammans med urguayare Oribe.

## Trippelallianskriget (1865–1870)
Coloradogeneralen Venancio Flores startade ett uppror mot Blanco-presidenten Bernardo Prudencio Berro. Flores lyckades med sitt uppror med hjälp av stöd från Brasilien (se Uruguayanska kriget). Den avsatte presidenten Berro tog kontakt med den paraguayanska presidenten Francisco Solano López som passade på att förklara krig mot Brasilien. Resultatet blev ett fem år långt krig, det så kallade Trippelallianskriget, där Brasilien, Argentina och Uruguay slogs mot Paraguay.

## 1900-talet
Problemen ökade efter 1950-talet med en stigande inflation, sjunkande levnadsstandard samt en aktiv vänstergerilla, Tupamaros.
President Jorge Pacheco Areco styrde med hårda metoder och ytterligare inskränkningar i de medborgerliga rättigheterna. Hans efterträddare Juan María Bordaberry förklarade undantagstillstånd 1972. Landet blev en militärdiktatur. Fyra år senare avsattes han av militären som satte in Aparicio Méndez som president. 
Stadsgerillan krossades och fängelserna fylldes med politiska fångar. 

### Tortyren under 1970-talet
Amnesty International fick under 1970-talet uppgifter som talade för att de allra flesta politiska fångar i Uruguay blev torterade. Tortyren utfördes oftast i militärförläggningar men också på polisstationer. Vittnesmål av fångar som frigivits efter avtjänat fängelsestraff redovisade i detalj de tortyrmetoder som allmänt användes och uppgifterna har bekräftats av förutvarande militära befattningshavare. Rättsligt skydd mot tortyr eller misshandel av fångar saknades eftersom myndigheterna inte officiellt erkände en arrestering när den ägt rum och inte heller underrättade den gripnes anhöriga om var han eller hon förvarades. 
Visserligen hade tortyr praktiserats av polisen då och då sedan början av 1960-talet men den infördes mer rutinmässigt under 1970-talet, under ledning av tortyrexperter från USA, framförallt ambassadtjänstemannen Dan Mitrione, som småningom kidnappades av Tupamaros.
Tortyren sträckte sig från hårda batongslag till elchocker. Ibland stoppades ett vassrör in i ändtarmen på en naken man som hängdes upp och ned på en papegojstång och ett bomullstycke dränkt i bensin tändes på i andra änden av vassröret. Gravida kvinnor har blivit tvingade att se på när deras män torteras. Andra kvinnor har hängts upp nakna bredvid sina män och fått elchocker på könsdelarna. Barn har torterats inför sina föräldrar och vice versa. För att tillfoga mer pina infördes vetenskapliga förfiningar och psykologiska grepp för att skapa förtvivlan. Förhållandena blev så förvärrade under Mitriones tid att den uruguayanska senaten tvingades genomföra en undersökning. Efter fem månader kom kommissionen enhälligt fram till att tortyren i Uruguay hade blivit en ”normal, ofta förekommande och vanemässig metod” 

### Återgång till demokrati
Julio María Sanguinetti vann presidentvalet 1984. Han drev igenom en kritiserad lag som gav amnesti till de som gjort sig skyldiga till brott mot de mänskliga rättigheterna under diktaturen 1973-1985.
Under större delen av Uruguays historia har de två högerorienterade Colorado- och National-partierna haft makten i olika perioder. I valet 2004 lyckades dock Encuentro Progresista-Frente Amplio-Nueva Mayoría, en bred vänsterkoalition, ta makten med en majoritet i båda kamrarna och presidentposten. Tabaré Vázquez Rosas blev den nya presidenten. I valet 2009 återvaldes vänsterkoalitionen för ytterligare en mandatperiod och José Mujica blev ny president 2010. I valet 2014 vann vänsterkandidaten Tabaré Vázquez Rosas. Vázquez var president i  landet också mellan åren 2005 och 2010, då vänstern inledde sitt decennium vid makten. Vázquez företrädare och partikamrat  José Mujica hade varit mycket populär. Uruguays författning tillät inte Mujica att ställa upp för en ny mandatperiod. Mujica legaliserade abort, samkönade äktenskap och marijuana under sin mandatperiod.
I valet 2019 var det maktskifte. Konservative Luis Alberto Lacalle Pou från Nationella partiet blev ny president i Uruguay efter ett mycket jämnt val.